# アルベルト・カスタニェッティ
アルベルト・カスタニェッティ（Alberto Castagnetti、1943年2月3日 - 2009年10月12日）は、イタリアのヴェローナ出身の競泳選手、コーチ。主に自由形の選手としてリレーに出場し国内の多くのタイトルを獲得した。

## 人物
1971年のトルコのイズミルでの地中海競技大会では4x100mリレーにてスペインに次ぐ銀メダルを獲得した。1972年にはミュンヘンオリンピックに出場し4x100mリレーで9位 、1973年のユーゴスラビアのベオグラードで開催された世界水泳選手権では同じく4x100mリレーで7位となっている。
1987年からはイタリアのナショナルチームのコーチを務めフェデリカ・ペレグリニ、ドメニコ・フィオラバンティ、ジョルジオ・ランベルティなどの選手を育て上げた。2009年9月8日に心臓の手術を受けてからはナショナルチームのコーチからは退いていたが、それから約一ヶ月後の10月12日に亡くなった。